# Xã Colerain, Quận Lancaster, Pennsylvania
Xã Colerain (tiếng Anh: Colerain Township) là một xã thuộc quận Lancaster, tiểu bang Pennsylvania, Hoa Kỳ. Năm 2010, dân số của xã này là 3.635 người.